# Illa de Cardona
L'Illa de Cardona és una petita illa al costat oest de l'entrada al port de Ponce, a Puerto Rico. Va ser inscrita en el Registre Nacional de Llocs Històrics dels EUA el 22 d'octubre de 1981. És una de les set illes adscrites al municipi de Ponce.
Posseeix un far anomenat Far de l'Illa Cardona (també conegut com a Far del Port de Ponce o Far de Cayo Cardona) és l'únic far de 6è ordre a Puerto Rico, amb una torre cilíndrica adjunta. El far es troba en una petita illa de 6 acres (24.000 m²), a l'oest del Port de Ponce. El Far de Cayo Cardona, juntament amb el Far de Guánica està vinculat als de Los Morrillos i Caja de Muertos i guia l'entrada al Port de Ponce. L'illa és accessible només en vaixell privat, però pot ser vista des de la torre d'observació al passeig marítim de la Guancha. No està oberta al públic. El primer far va ser instal·lat sota el domini espanyol el 1889 i automatitzat el 1962. El 1942, durant la Segona Guerra Mundial, es deixà d'usar, però es va engegar de nou el 10 de novembre de 1943. El Far segueix sent una ajuda activa a la navegació.